# Centre Atòmic Bariloche

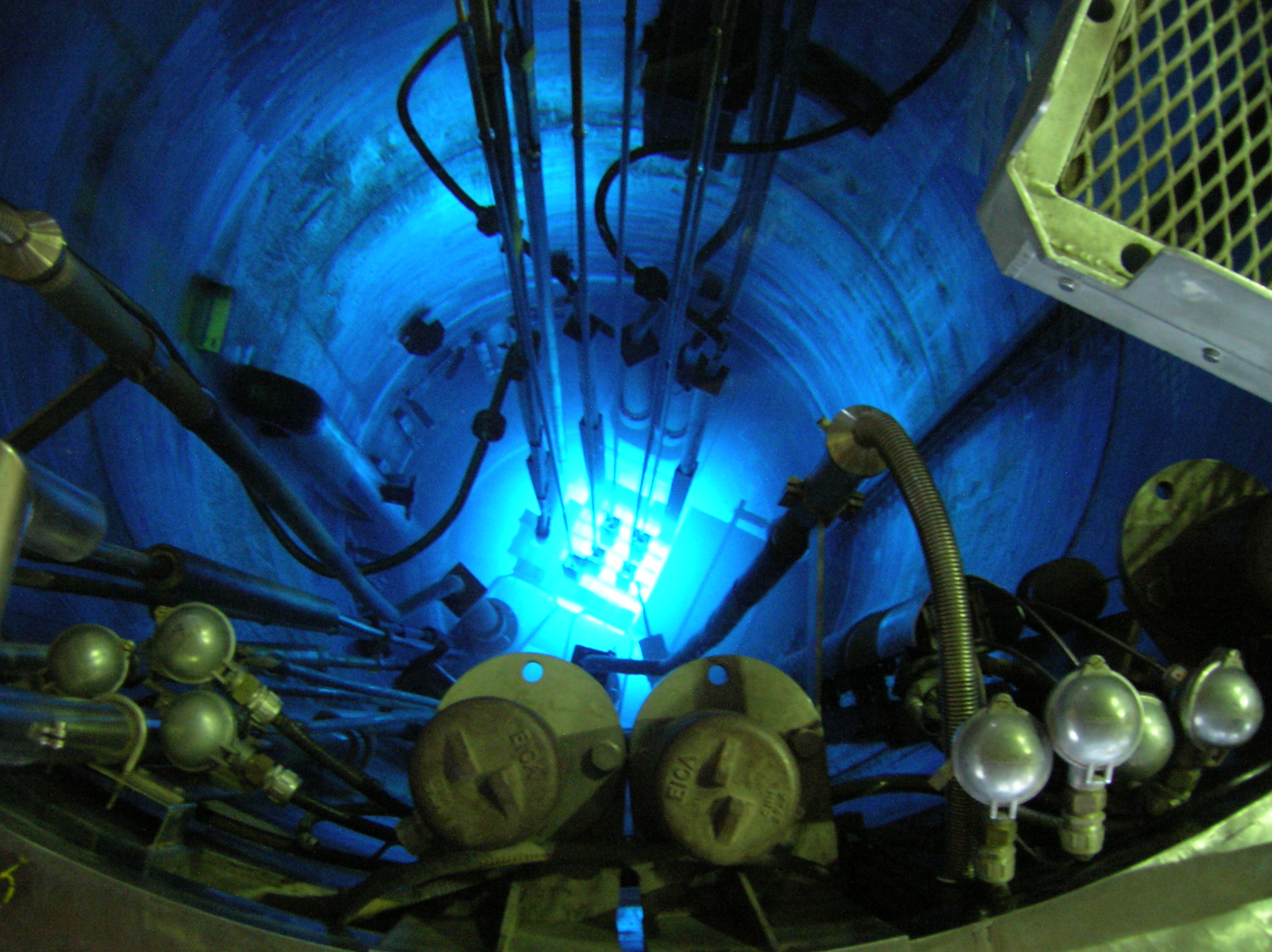
Nucli del reactor RA-6, amb llum de blau clar emesa per la radiació de Txerenkov.

El Centre Atòmic Bariloche (castellà: Centro Atómico Bariloche) és un centre de recerca i desenvolupament en física i enginyeria nuclear de la Comissió d'Energia Atòmica Nacional argentina. Com indica el seu nom, es troba a la ciutat de San Carlos de Bariloche. Dins del laboratori es troba també l'Institut Balseiro, un centre de col·laboració entre la Universitat Nacional de Cuyo i la Comissió d'Energia Atòmica Nacional argentina. El centre va obrir el 1955 i el seu primer director fou José Antonio Balseiro. El reactor experimental RA-6 va començar les seves operacions el 1982.

## Activitats
El laboratori es dedica a recerca bàsica i aplicada en física i enginyeria nuclear i mecànica. La recerca bàsica és enfocada a estudis d'energia nuclear. La recerca aplicada ha rebut suport financer dels sectors públic i privat. Les àrees principals de recerca inclouen: materials, neutrons, estudis de termodinàmica i física teòrica.
L'enginyeria nuclear al centre té l'objectiu de desenvolupar la tecnologia atòmica de l'Argentina. La majoria de la recerca aprofita el reactor nuclear experimental RA-6 d'1 MW. Els experiments fets amb el RA-6 inclouen irradiació i activació radioactiva de diversos materials.
Alguns grups de recerca també treballen en millores dels càlculs de reactor i mesures d'actuació i dissenyant dispositius mecànics per a aquestes tasques.
Diverses empreses van començar les seves activitats al centre, com INVAP i ALTEC.